# Municipio de Washington (condado de Clark, Misuri)
El municipio de Washington (en inglés: Washington Township) es un municipio ubicado en el condado de Clark en el estado estadounidense de Misuri. En el año 2010 tenía una población de 181 habitantes y una densidad poblacional de 1,31 personas por km².

## Geografía
El municipio de Washington se encuentra ubicado en las coordenadas 40°19′7″N 91°53′40″O / 40.31861, -91.89444. Según la Oficina del Censo de los Estados Unidos, el municipio tiene una superficie total de 138.68 km², de la cual 138,3 km² corresponden a tierra firme y (0,27 %) 0,38 km² es agua.

## Demografía
Según el censo de 2010, había 181 personas residiendo en el municipio de Washington. La densidad de población era de 1,31 hab./km². De los 181 habitantes, el municipio de Washington estaba compuesto por el 98,34 % blancos, el 0,55 % eran de otras razas y el 1,1 % eran de una mezcla de razas. Del total de la población el 1,66 % eran hispanos o latinos de cualquier raza.